# 華人義山

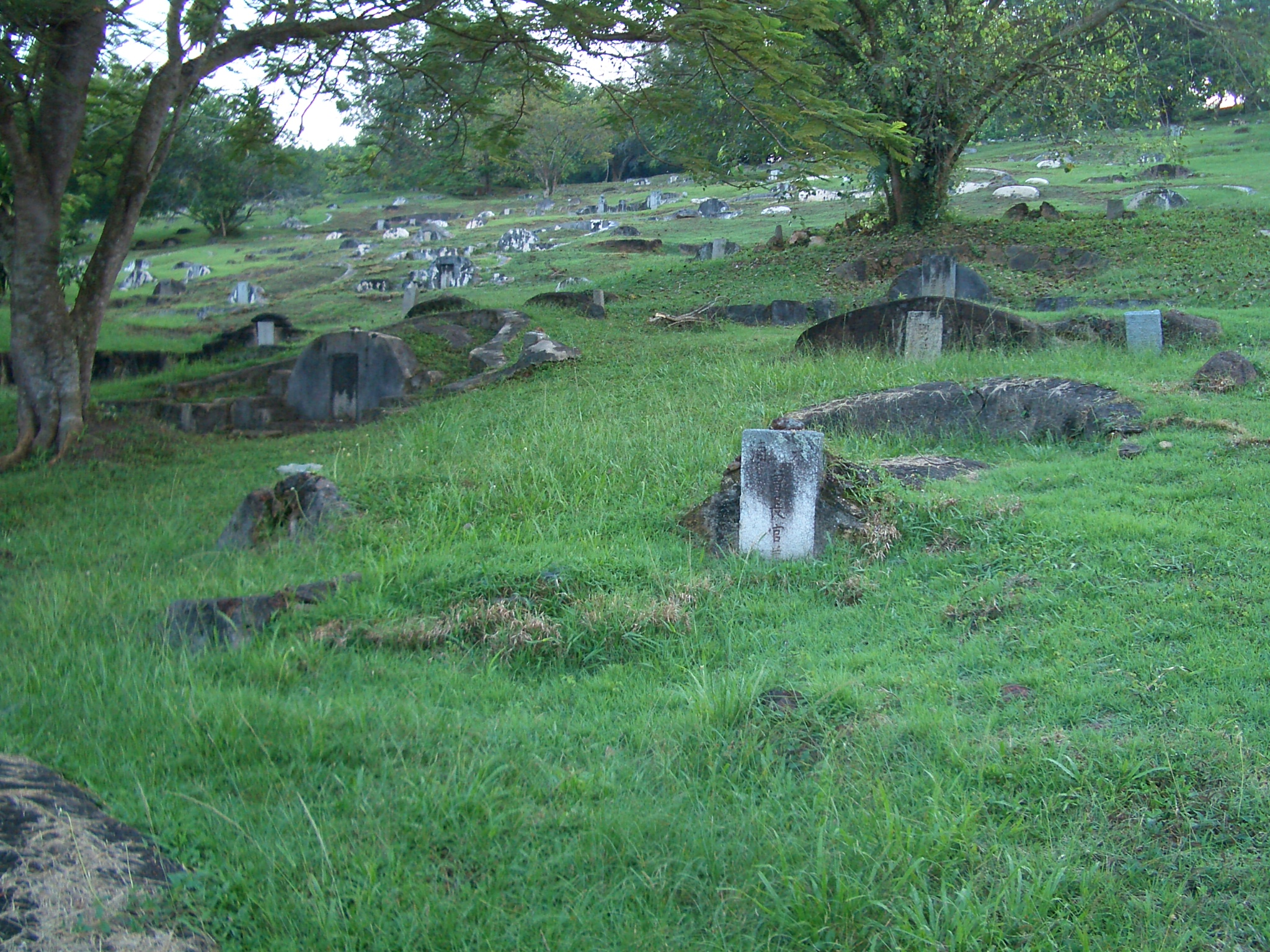
馬六甲三保山墓地

華人義山指的是由東南亞華人民間團體管理的墳地或公冢，是隨着華人移民海外而產生的事務，在不同地方也稱爲「義山」、「塚山」、「公塚」、「義塚」、「山莊」、「公祠山」或「大伯公山」。 過去的海外華人被清廷視爲是化外之民，华侨因缺乏朝廷支援，從而出現華人自行結社以救濟同胞的情形，其中就有爲同鄉死者送葬，以求其入土爲安的義務。
馬來西亞最古老的義山位於馬六甲三保山，由青雲亭負責管理，創立於葡萄牙殖民時期，約有12,500座墳墓。 馬六甲三保山、吉隆坡廣東義山、吉隆坡福建義山、柔佛邊佳蘭義山都曾因面臨發展計劃而被迫搬遷的局面。
新加坡虽因土地有限已停止为华人墓葬，但早期也有宗乡组织购置义山的现象。就譬如廣惠肇碧山亭为来自广东的广惠肇(广府、惠州府、肇庆府)人士所购置的义山，位于汤申路上段。

## 各地义山

### 新加坡
- 廣惠肇碧山亭

### 马来西亚霹雳
- 怡保福建义山
- 怡保打扪路广东义塚
- 金宝华人义山
- 督亚冷华侨义塚
- 太平都拜广东义山
- 太平福建新联合公塚
- 太平福建旧联合公塚
- 甘文丁新港门广东义山
- 甘文丁福建联合公塚
- 谈不落义山
- 甲板(Papan)華人義山

## 參閲
- 墓地、墓碑
- 義莊、義園、公墓、墓園、墳場
- 宗祠、會館、公司

## 外部連結
- 义山公冢组织通讯录 （页面存档备份，存于），马来西亚华裔族谱中心
- 千人义山行官方网站 （页面存档备份，存于）
- 和华人义山地位有关的法律条文，王琛发
- 慎終追遠話義山，中國報十分專題
- 義山的故事 （页面存档备份，存于），中國報專題
- 義山的故事 （页面存档备份，存于），中國報大柔佛版專題